# Kristendommens indførelse i Danmark
 Denne artikel bør gennemlæses af en person med fagkendskab for at sikre den faglige korrekthed.

Kristendommens indførelse i Danmark eller religionsskiftet i Danmark var den langvarige proces, der førte til, at den traditionelle nordiske religion blev udskiftet med kristendommen som den dominerende religion i Danmark. I perioden fra omkring 700 til 1300 fandt der en gennemgribende kulturel forandring sted i landet, da det traditionelle stammesamfund blev erstattet af en mere centraliseret kongemagt efter vesteuropæisk forbillede. Denne periode omfatter også overgangen mellem Danmarks forhistorie og middelalder og falder sammen med vikingetiden. Den danske kirkes udvikling var en integreret del af den europæiske kirkehistorie, og mange af de forandringer, som fandt sted der, fik også betydning i Danmark.
Gorm den Gamle bliver ofte anset som den første egentlige konge i Danmark. Der hersker dog tvivl om, hvorvidt han herskede over hele Danmark (som vi kender det i dag) eller om det kun var Jylland. Gorms skæbne i historien var at være den sidste hedenske konge. Derfor blev han i eftertiden gerne fremstillet som både barbarisk og temmelig dum; et af hans tilnavne var Gorm Løje, der betyder den dvaske. I de legendariske beretninger er det i høj grad hans dronning, Thyra, der redder landet fra en tysk invasion. Hun sørgede også for, at de kristne i landet ikke blev forfulgt. Gorm og Thyras søn, Harald Blåtand (død 985), skrev stolt på den store jellingsten, at han gjorde danerne kristne. I 960'erne lod han sig ifølge visse sene kilder angiveligt døbe af den frisiske munk Poppo og gjorde samtidigt kristendommen til statsreligion i sit rige.
Kristendommens historie i Danmark begyndte dog længe før. I det 8. århundrede (700-tallet) hører vi om de første missionsforsøg. De første kontakter mellem daner og kristne fandt dog ganske sikkert sted allerede før det vestromerske rige kollaps. Processen begyndte som nævnt længe før denne formelle overgang til kristendommen; fra omkring år 700 begyndte handelsfolk og krigere i stort tal at rejse over havet. Her mødte de den kristne kultur, og samtidigt ekspanderede den kristne verden mod nord. I begyndelsen var kristendommen et fænomen blandt overklassen og fungerede længe som et supplement til den traditionelle, nordiske religion. I 960'erne var kristendommens position i Danmark blevet så stærk, at kongen officielt kunne erklære sig selv for omvendt til kristendommen og dermed sit kongerige for kristent. Den gamle religion vedblev dog længe at blive dyrket ved siden af den nye. Først i 1100- og 1200-tallet bliver den kristne kirke et folkeligt kultfællesskab og den traditionelle religion marginaliseret så meget, at Danmark kan siges at være blevet fuldkommen kristent.

## Baggrund
Religionsskiftet i Danmark var en del af den proces, der også førte til religionsskiftet i det øvrige Norden. Skiftet mellem de to trossystemer fandt sted over en periode på århundreder. I realiteten var der tale om en langvarig, glidende overgang frem for en egentlig omvendelse. Derfor findes der ikke noget eksakt tidspunkt for, hvornår Danmark og Norden blev kristent. Da kilderne til religionsskiftet blev skrevet, hørte kristning uløseligt sammen med kongemagten; den tidlige kristendom i Danmark fungerede således mere som en statsreligion end en folkereligion. Den før-kristne kriger- og stormandselite spillede dog også en stor religiøs rolle i den nordiske gudekult, og mange elementer i vikingetidens kristendom var en videreførelse af gamle elementer.
Den traditionelle nordiske religion fremtræder generelt som relativt tolerant over for fremmede religioner. Den var polyteistisk, og der var derfor ofte plads til en ny guddom. I de samtidige kilder fremstilles nordboerne gerne som pragmatiske i forhold til religion, og de lod sig gerne døbe og primsigne i den kristne tro, hvis det gav dem en fordel. Det betød imidlertid ikke, at religion ikke havde reel betydning for datidens mennesker. Religionsudøvelse er bekræftelse af et fællesskab og derfor et vigtigt socialt bindemiddel. Først sent i perioden – længe efter at et flertal af befolkningen regnede sig som kristne – vandt den katolske kirke så meget magt i Danmark, at både den nordiske religion og ortodoks kristendom blev ulovliggjort og opfattet som en ondsindet modsætning til den officielle religion.
Religionsskiftet var hverken en tilfældig begivenhed eller en styret proces. Fra begyndelsen var en lang række forskellige faktorer bestemmende for udviklingen, tilsammen skabte de forudsætningerne for trosskiftet. En af de vigtigste forudsætninger var påvirkning af det danske aristokrati gennem internationale kontakter, både fredelige og krigeriske, herunder især fyrsteægteskaber, erobringer og bosættelse i kristne områder, og frankiske og tyske herskeres politiske interesser i Danmark – hertil kom følelsen af en missionspligt. De store ideologiske forskelle mellem de to trossystemer betød samtidig, at overgangen tog lang tid. En af de væsentligste forskelle var den nordiske religions forventning om gudernes gaver i form af ”år og fred” over for det kristne krav om det enkeltes menneskes personlige tro på Gud. Andre forestillinger var dog nærtstående, f.eks. gudens død og genopstandelse, og det lettede skiftet.
I den tidlige middelalder bestod kristenheden af flere centre, som trods ufred tværs over Europa formåede at bevare kontakten intakt. Den romerske pave havde fx stor autoritet selv i det nordvestlige Europa. I det 8. århundrede var kristenheden under stort pres fra en række ikke-kristne folkeslag, og den bestod primært af resterne af Romerriget. Den østlige halvdel af imperiet eksisterede fortsat, og Konstantinopel var kristenhedens største og rigeste by. Kiev-riget havde et vigtigt skandinavisk islæt og denne tidlige russiske statsdannelse var også under påvirkning af den ortodokse kirke. I løbet af det 7. og 8. århundrede var størstedelen af de gamle romerske provinser mod syd og øst blevet erobret af muslimerne. Store dele af befolkningen i de områder konverterede med tiden til islam. Mens de kristne områder i sydøst i overvejende grad forblev muslimske, så ekspanderede kristendommen igennem hele middelalderen mod nord og nordøst. I det 11. århundrede var kristendommen fast etableret i Danmark og hele Norden, og i det 15. århundrede blev Litauen som det sidste europæiske land formelt omvendt.

## Tidligste kontakter omkring 700 – 826
Danmark og det øvrige Norden påkaldte sig nærmest kun opmærksomhed i de skriftlige kilder før 10. århundrede, når de enten kæmpede mod frankere eller englændere eller blev besøgt af missionærer. I begyndelsen af 8. århundrede blev det kristne Frankerrige kraftigt udvidet. Dets grænser blev skubbet så langt mod nord, at de nåede danernes. De hyppige militære konfrontationer, der efterfølgende opstod mellem danerne og frankerne betød, at Norden oftere blev omtalt i de skriftlige kilder. Fra da af bliver vores viden om kulturelle og historiske begivenheder større. Samtidig bliver befolkningen i Norden langt mere udadvendt; omkring år 700 begyndte nordboerne i en hidtil uset grad at rejse til fremmede lande. Denne udvikling var især drevet af en økonomisk højkonjunktur, befolkningsvækst og teknologisk udvikling, i særlig grad udviklingen af vikingeskibet.

### Første missionærer
Ifølge de kilder, der er blevet overleveret, begyndte den kristne mission i det område, som i dag er Danmark, på et tidspunkt mellem år 710 og 718. Da prædikede angelsakseren Willibrord i Slesvig og mødte der den danske konge Ogendus (sandsynligvis Agantyr). Rejsen var umiddelbart ingen succes, for selvom kongen modtog de kristne med respekt, udviste han ikke nogen interesse for at konvertere. Det fortælles også, at han trods den venlige modtagelse ”var som et vildt dyr, og hård som granit”; denne beskrivelse skal nok snarere vise hans modvillighed mod at lade sig omvende end hans reelle natur. Willibrord fik dog tilladelse til at bringe 30 drenge med sig tilbage med det formål at uddanne dem i den kristne lære; formålet var måske, at man senere kunne udsende dem som missionærer til deres hjemland.
Kort tid efter Willibrods besøg i Danmark blev beretningen om hans missionsrejser i hele Nordvesteuropa nedskrevet af Alcuin. Han beretter også om andre missionsrejse og at engelske munke, der på et tidligere tidspunkt var rejst til de hedenske områder, var blevet myrdet og kastet i vandet. Herefter hører vi først om fornyede missionsforsøg mere end hundrede år senere. I 823 rejste Ebo, ærkebiskoppen af Reims til Danmark sammen med Willerich, den senere biskop af Bremen, og de døbte under deres besøg nogle få personer. Ebbo vendte to gange tilbage for at omvende flere, tilsyneladende uden succes. Hans missionsforsøg blev bremset af hans deltagelse i et mislykket oprørsforsøg mod Ludvig den Fromme i år 833-835. Reims var et vigtigt centrum for mission gennem hele middelalderen, en rolle, der i Norden blev overtaget af et nyt ærkebispesæde i Hamborg.

## Frankerriget, Ansgar og Harald Klak 826 – cirka 850
Frankerriget var en vigtig faktor i etableringen af kristendommen i Danmark. Det var den vigtigste, kristne stat i Vesteuropa, og kejserens indflydelse rakte langt ud over rigets grænser. Samtidig havde kejsermagten en direkte politisk interesse i at fjerne den potentielle trussel mod rigets sikkerhed, som det hedenske Danmark udgjorde. Det var givetvis derfor et vigtigt mål for den frankiske kejser at kristne det danske rige med det formål at lægge dette fjendtligtsindede rige under den frankiske overhøjhed. Flere af de storpolitiske begivenheder skal ganske sikkert tolkes i relation til en sådan målsætning; fx at Harald Klak lod sig døbe i forbindelse med stridigheder omkring den danske trone. Umiddelbart syd for Danmark lå Saksen, som længe modstod et frankisk forsøg på med vold at omvende og inkorporere det i Frankerriget. Mellem 772 og 804 iværksatte Karl den Store en række felttog mod sakserne, kaldet de saksiske krige, der endeligt undertvang dem. Nederlaget betød, at de saksiske ledere blev tvunget til at fralægge sig deres traditionelle religion og blive døbt. Derved var Danmark få årtier tidligere kommet til at dele grænse med Frankerriget. Den frankiske mission var i det 9. århundrede i høj grad rettet mod eliten og kongemagten, mens omvendelsen af den almindelige befolkning nærmest ikke fremgår af kilderne.
Missionen blandt hedningene var ikke blot politisk motiveret, men i høj grad også religiøst. Mange af den tidlige middelalders missionærer gjorde deres eget liv til et martyrium og forpligtede sig til udbredelsen af det kristne ord som en form for bod. I det 9. århundredes munkereligion var menneskets status som fremmed på jorden et grundvilkår. Livet var én lang bodsgerning. Pilgrimsfærd var en bevægelse mod det sande hjem hos Gud i himlen; mission blev i den sammenhæng opfattet som en pilgrimsfærd. En helt anden begrundelse for omvendelse af Norden var eskatologisk; i datidens opfattelse var Norden det eneste sted i verden, hvor evangeliet endnu ikke var prædiket. Når det var sket, kunne dommedag begynde, og historiens afslutning var nået.

### Ansgars mission
Få år efter Ebbos besøg måtte den jyske konge Harald Klak flygte fra Danmark og Horik 1., og han søgte derpå hjælp hos den frankiske kejser Ludvig den Fromme. Kejseren, der anså Harald som en mulighed for at vinde indflydelse i Danmark, gjorde ham til hertug af Rüstringen, hvis han lod sig omvende til kristendommen. Harald indvilgede i dette, og i 826 blev han ved en prægtig højtidelighed døbt i kejserpaladset i Ingelheim am Rhein med selve kejseren som fadder sammen med sin hustru og familie og 400 daner i sit følge. Derved blev han den første danske kongelige, der blev døbt. Rimbert antyder i sin beretning om begivenheden, at Harald Klaks grunde til at lade sig døbe var rent opportunistiske.
Da Harald vendte tilbage til Danmark for at forsøge at vinde sin trone tilbage, overlod kejser Ludvig ham en munk, som skulle ledsage ham og tage sig af de nyomvendtes religion og missionere i deres hjemland. Denne munk var Ansgar, der som blot 22-årig blev sendt nordpå fra klostret i Corbie, der lå i Picardiet. Men hvad vi ved om Ansgar, stammer fra hans følgesvend Rimbert, der skrev hans biografi med det formål, at Ansgar skulle blive helgenkåret. Harald Klak blev imidlertid atter tvunget væk fra Danmark af Horik 1. og måtte rejse tilbage til sit hertugdømme i Frisland. Ansgar havde nu ingen støtte i Danmark og måtte derfor også forlade landet. I stedet iværksatte han et missionsforsøg i Svealand, hvor han fik tilladelse til at opføre en kirke i Birka.
Ansgars missionsprojekt i Danmark havde betydning for den politiske situation i både Danmark og Frankerriget. Sidstnævnte havde på dette tidspunkt ekspanderet så meget, at kejserriget da grænsede direkte op til Danmark ved Ejderen. Kejser Ludvig den Fromme var af den opfattelse, at hans rige først og fremmest var et kristent imperium, hvis formål det var at styrke kristendommen mest muligt. Eksempelvis ved at støtte opførelsen af nye klostre og ved aktivt at bekæmpe kættere og omvende hedninge. Missionen i Danmark fik derfor atter politisk betydning. Den direkte anledning blev de tronstridigheder, som fulgte efter Godfreds død i 810.  Harald Klak var et af de tronemner, som tabte magtkampen. For at få kejserens støtte var det nødvendigt for Harald at konvertere til kristendommen, men omvendelsen betød, at han var politisk fuldkommen afhængig af kejseren.
I 831 blev ærkebispedømmet Hamburg grundlagt med Ansgar som den første ærkebiskop. Formålet var at etablere en base for missionen i Norden og Østeuropa. Hamborg blev plyndret af en dansk hær, og Ansgar måtte flytte sit bispesæde til Bremen. Hans base og hovedindtægtskilde var klostret Turnholt i Flandern, og han omgav sig med munke fra sit gamle kloster i Corbie, hvis ressourcer (både økonomiske og menneskelige) han var totalt afhængig af. Da Frankerriget blev delt i tre, kom Turnholt imidlertid under Karl den Skaldedes domæne, mens Hamborg var under Ludvig den Tyskes. Karl inddrog Turnholt og overlod det til en af sine egne folk, hvilket blev fatalt for Ansgars missionsarbejde, som nærmest gik i stå. At den økonomiske støtte til den nordiske kirke var begrænset, ses bl.a. af Ansgars formaning til de munke og præster, der omgav dem, om, at de skulle arbejde for at tjene penge og ikke kun leve af almisser.
Da først Ansgars stilling som ærkebiskop atter var blevet sikret med Bremen som base, begyndte han atter at gøre fremskridt, da kong Horik 1. af politiske grunde måtte knytte mere venskabelige forbindelser med den frankiske kejser. Ansgar fik i den forbindelse en rolle som kejserens diplomatiske udsending til Danmark. I lighed med Horik 1. fandt den næste konge Horik 2. det bedst at genoprette et venskabeligt forhold til kristenheden; kort efter hans tronbestigelse havde der været en hedensk reaktion mod den øgede kristne indflydelse i landet. Horik 2. sendte endda gaver til paven i Rom, og i et svarbrev (den ældste kontakt mellem en pave og en dansk konge) glædede pave Nikolaj 1. sig over kongens venlige indstilling og opfordrede ham til at lade sig omvende, hvilket intet dog tyder på, at Horik 2. havde i sinde.
Resultatet af Ansgars indsats var først og fremmest etableringen af kristne kirker i de største handelsbyer. Uden for dem havde kristendommen tilsyneladende endnu ikke fået fodfæste. I 860'erne fik han tilladelse til at opføre to kirker i Danmark, den første i Hedeby, den anden få år senere i Ribe. De første kirker i Danmark fungerede ikke alene som missionskirker: Deres vigtigste funktion var at fungere som ly og beskyttelse for købmænd og andre rejsende fra kristne lande. Kirkerne blev opført i internationale handelsbyer, så de kristne udlændinge havde et sted, hvor de kunne skabe et lokalt netværk.

## Svækket kejserrige 830-950
Kejser Ludvigs bestræbelser på at påvirke udviklingen i Danmark blev efter 830 afbrudt af indre stridigheder i hans eget rige. Dermed blev Ansgars muligheder for at missionere svækket, idet den kejserlige støtte faldt bort. Borgerkrigen betød måske også, at danernes interesse for Frankerriget blev svækket. Til gengæld udviste danerne større og større interesse for de Britiske Øer. Ydermere var denne periode også præget af politisk tumult i Danmark, og de få kilder giver derfor kun et utydeligt billede af situationen. Vi har ikke kendskab til flere missionsforsøg, før den tyske konge Otto 1. sender biskoppen Unni til Gorm den Gamles hof. Gorm forsøgte ifølge kilderne at undertrykke kristendommen, og først under hans efterfølger og søn, Harald Blåtand, oplevede den hamborg-bremenske mission et vendepunkt, idet den nye konge i 965 lader sig døbe og dermed officielt gør sit land kristent. Omkring dette tidspunkt bliver også de første danske bispesæder grundlagt.  Bl.a. i den vigtige handelsby Ribe, hvor byens første biskop, St Leofdag, blev udnævnt i 948. Han blev imidlertid ifølge traditionen myrdet af hedenske ripensere.

### De første kristne
Omkring år 800 begyndte de store vikingetogter. De mange plyndringstogter betød, at mange flere danskere end tidligere nu kom i kontakt med den kristne verden, både gennem direkte kontakt i Vesteuropa og i form af slaver og bytte, der blev bragt med tilbage. Et stort antal danskere udvandrede til England og Normandiet, hvor kristendommen allerede var veletableret, og mange af dem blev selv kristne. Kontakten mellem hjemlandet og de efterhånden overvejende kristne kolonier betød, at de kristne ideer nu spredte sig til mange flere i forskellige samfundslag. De første menigheder i Danmark var sjældent stabile og var afhængige af en karismatisk missionærs tilstedeværelse eller en lokal fyrstes støtte; når missionæren var rejst videre, gik den nye menighed ofte i opløsning. Den kristne kirke fik først et solidt fodfæste i Danmark i midten af 900-tallet. Eksempelvis omtaler et kejserligt diplom fra 965 kirkelig ejendom i danske byer, hvilket tyder på eksistensen af (eller i det mindste en forventningen om eksistensen af) kirkelige institutioner i Danmark. De to konger Gnupa og Sigtryg, der regerede i 930'erne, var begge blevet døbt, men på grund af Sigtrygs tidlige død satte han sig ikke mange varig spor i historien. Efterfølgeren Gorm inviterede dog på tilskyndelse af Gnupa kirkens folk til Danmark, hvorfor der i 948 blev udnævnt tre biskopper til henholdsvis Ribe, Slesvig og Aarhus.
Det er usikkert, hvornår de første egentlige kristne menigheder opstod i Danmark. I Ribe er der fundet kristne begravelser fra omkring år 900, det vil sige omkring det tidspunkt, hvor Ansgars gamle kirke i byen var blevet genrejst. I slutningen af 900-tallet er kristne begravelser blevet dominerende i hele Jylland og almindelige i resten af Danmark. Danmark var kristent før de øvrige nordiske lande, hvor store områder forblev hedenske, længe efter landet officielt var blevet kristent. Overgangen fremstår i kilderne som en fredelig proces, modsat f.eks. i Norge; måske fordi kontakten til de kristne vesteuropæiske lande var tættere i Danmark. I realiteten er det dog umuligt at sige, om det er det korrekte billede. Widikund beretter i sin krønike, at danerne fra gammel tid var kristne, men dette dækker sandsynligvis over en blandingskultur.
Forfatteren Mads Lidegaard har fremført den teori, at kristningen af Danmark fandt sted før år 700 og med udgangspunkt i Irland. Manglen på kilder til denne teori har han forklaret med, at de er blevet brændt af katolikker. Historikeren Brian Patrick McGuire har afvist dette synspunkt og peget på, at intet tyder på, at der var nogen konflikt mellem den romerske og den irske kirke i tidlig middelalder. Et andet kritikpunkt mod Lidegaards mere dristige påstande er, at de ”undergraves af hans tydelige mangel på dybere forståelse af det materiale og den tid, som han arbejder med”.
I vikingetiden var kristendommen stadig aristokraternes religion, men langsomt blev den hvermandseje. Allerede i det før-kristne samfund var magten og religionen nært sammenknyttede, og de titler på hedenske religiøse ledere, vi kender fra især runesten (gode, thul, thegn og muligvis konungr, havde også verdslig betydning, fx høvding eller fyrste. Religionen var et fælles anliggende, og de verdslige ledere havde derfor også ansvaret for dyrkelsen af de guddommelige magter. En af deres vigtigste roller var at opretholde et godt forhold til guderne, så de kunne sikre samfundet ”fred og år”, dvs. frugtbarhed og ingen ulykker. Dengang var det derfor utænkeligt, at en stormand eller kongen kunne have en anden religion end befolkningen.
I det 10. og 11. århundrede var det stadig stormændene, der optrådte som patroner for den offentlige religion og derfor dem, der lod de første kirker opføre. De verdslige slægter opfattede længe kirkerne som en del af deres ejendom, og i højmiddelalderen var uenigheder om ejerforhold gerne årsag til konflikter mellem gejstlige institutioner og stormænd. Stormændenes gårde, der lå spredt over det ganske land, fungerede som kulturelle og økonomiske centre. Mange stormænds internationale orientering betød, at de kunne tiltrække fine, udenlandske kunstnere efter behov og ikke efter tilfældigt tilbud. Derfor blev de første stenkirker i reglen opført af specialister og ikke af lokale bønder.

## Haralds dåb og etableringen af et kristent rige 950-1103
Overgangen til kristendommen i Danmark havde en tæt sammenhæng med styrkelsen af kongemagten. At Harald skrev, at han ”gjorde danerne kristne” henviste til, at han selv antog kristendommen på vegne af hele sit folk i egenskab af stammekonge. Centralisering og bureaukratisering var vigtige fokusområder for kongerne, hvis deres magt skulle øges, og på dette tidspunkt i historien var det kun den kirkelige administration, der kunne tilbyde de nødvendige værktøjer til det. Da de danske konger og fyrster blev dybere involveret i de politiske forhold i de kristne lande Normandiet, England, Frankrig, Irland og Tyskland, antog de samtidig en mere imødekommende holdning overfor kristendommen. På baggrund af disse forhold er nogle af kongernes omvendelse blevet tolket som primært politiske handlinger; fx for at indgå i en alliance eller forhindre angreb fra kristne naboer. Det er imidlertid problematisk helt at se bort fra religionens betydning for den tids mennesker. Mens det kristne Frankerrige var svækket, blev de gamle guder i Norden tilsyneladende opfattet som de stærkeste, og interessen for kristendommen var begrænset. Den tids mennesker troede oprigtigt på de guddommelige kræfters direkte indgriben i menneskelivet, og en stats styrke kunne indikere styrken af de guder, man dyrkede der.
I middelalderen havde kristendommen lettest ved at slå rod i et hedensk område, når missionen var bakket op af en stærk kristen fyrste i umiddelbar nærhed. Det er derfor nærliggende at forklare Haralds tilsyneladende pludselige omvendelse som et forsøg på at afværge en tysk invasion. Men den kristne verdens større styrke i 900-tallet kunne, i datidens forestillingsverden, lige såvel fungere som et argument for den kristne guds større styrke, og at den kristne gud derfor var en bedre hjælp end de gamle og tilsyneladende svage nordiske guder. Et andet forhold, som havde betydning for kongehuset og aristokratiet, var, at danerne havde et dårligt ry i det kristne Europa efter mange års vikingetogter; at lade sig omvende kunne derimod betyde visse fordele i international politik.

### Poppo, Harald og kejseren
Harald Blåtands dåb engang i 960'erne og hans arbejde for at gøre sine undersåtter kristne var kulminationen på hele den brydningstid, hvor den før-kristne nordiske religion langsomt blev udskiftet med kristendommen. I denne periode var Thorshamre mere udbredte end på noget andet tidspunkt. Det skyldtes sikkert et behov for at synliggøre et standpunkt, hvilket er en indikation på en direkte konfrontation mellem tilhængerne af de to forskellige trossystemer. Forholdet mellem tilhængerne af de to religioner var dog i reglen fredeligt. Og da Harald Blåtand beordrede kristendommen indført i sit kongerige, havde danskerne allerede i flere hundrede år været i kontakt med kristne på forskellig måde. En konges konvertering var ikke en tilfældig handling, men havde stor indflydelse på alliancer, magtstrukturer og loyalitet. Han var traditionelt dybt involveret i landets religionsdyrkelse og måtte derfor sikre sig, at han havde den nødvendige støtte fra landets stormænd, før han skiftede tro. Det var ikke uden risiko, f.eks. blev to svenske konger drevet i eksil, fordi de havde valgt at støtte den forkerte religion.
I 900-tallet var danerne og de øvrige nordboeres ry ekstremt dårligt; de var barbariske hedninge, der ofrede mennesker og dyr i stort tal, og de stod bag grusomme plyndringer af kristne lande. Den tyske kejser Otto 1. havde ført flere krige i troens navn, og Harald forhindrede ganske givet en tvangskristning af Danmark ved selv at lade sig døbe. De konger, der konverterede til kristendommen, nød større prestige i udlandet end de, der forblev hedenske. Det behøver dog ikke at betyde, at Haralds omvendelse ikke var oprigtigt ment, den kan sagtens være begrundet i en overbevisning om, at den kristne gud havde større magt end de hedenske. Harald optrådte indtil sin dåb som en overbevist hedensk hersker, men allerede i 935, før han var blevet konge, havde han tilladt, at kristne missionærer prædikede i Danmark. Om kongen havde ventet på det rette øjeblik til at begynde sin sande tro, eller om han reelt først blev omvendt i 960'erne, kan imidlertid ikke udledes af kilderne. De ældste kilder til Haralds dåb fortæller, at præsten Poppo arbejdede uafhængigt af både ærkebiskoppen i Hamborg-Bremen og kejser Otto 1. Af Adam af Bremens senere beretning fremgår det modsat, at Otto selv var til stede, og at Poppo agerede på kejserens vegne.
Ud fra kilderne virker det tilsyneladende, som om omvendelsen forløb fredeligt i Danmark. Det modsiges til dels af det faktum, at Harald Blåtand, som jo hævdede selv at have gjort landet kristent, blev fordrevet af et oprør. Det blev endda ledet af hans egen søn, Svend Tveskæg, som selv var blevet døbt samtidig med Harald. Det er svært at afgøre, hvor meget politiske magtkampe spillede ind i de religiøse stridigheder og omvendt i et samfund, hvor magt og religion var så tæt sammenvævet som i vikingetidens Danmark, men Svend var ikke hedning.
Adam af Bremen beskriver Svends oprør som en hedensk modreaktion til Haralds indførelse af kristendommen som officiel religion. Han var dog også ærkebiskop i Hamborg-Bremen, som havde stærke interesser i Norden. Svend derimod havde sin magtbase i England. Med ham på tronen fik den engelske kirke stor indflydelse i det område, der ellers var Hamborg-Bremens. Det kan være grunden til, at Adam betegner Svend som en hedning. Det er også usikkert, hvad der præcist ligger i ordet ”gjorde”, som det står det på den store Jellingsten. Arkæologien har vist, at Harald brugte betragtelige ressourcer på store byggeprojekter, der skulle sikre kongens magt og øge hans prestige. Det drejer sig om fx trelleborgene, broen over Ravning enge og det religiøse centrum omkring kongsgården i Jelling. Disse byggerier nævnes ikke i nogen skriftlig kilde, men en legende fortæller, at Harald bød, at en stor sten skulle slæbes fra den ene ende af landet til den anden. Han spurgte i den forbindelse en rejsende, om han nogensinde havde set mennesker flytte så stor en byrde; hvortil den fremmede svarede, at han havde set Svend (Tveskæg) bære hele Danmark væk fra ham. Flere slag blev udkæmpet, uden at afgørelsen kom nærmere, men i 985 blev Harald såret af en pil, et sår han senere døde af. Harald blev angiveligt ifølge Adam af Bremen begravet i Roskilde, men en konkret grav i Roskilde er ukendt, og var heller ikke kendt i middelalderen.

### Engelsk eller tysk kirke?
Da Svend Tveskæg blev konge, forsøgte han at gøre den danske kirke uafhængig af Hamborg-Bremen. Svends egentlige magtbase lå i England, og den engelske kirke fik derfor en stor og direkte indflydelse på den danske. Ærkebiskoppen af Canterbury udnævnte fx danske biskopper, hvilket ellers var Hamborg-Bremens privilegium. I modsætning til den engelske var den tyske ærkebiskop uden for kongens direkte kontrol. Det betød, at tyske historikere som Adam af Bremen sværtede Svends rygte til; ifølge ham havde Svend vendt sig væk fra den kristne tro og forfulgte kristne i England. Imidlertid tyder intet på, at Svend ikke var kristen, f.eks. donerede han store landområder til domkirken i Lund. Hans hære ødelagde og plyndrede blandt andre engelske kirker, da han invaderede landet efter Æthelreds massakre på daner, men da han havde sikret sig magten i England, var han venligtsindet over for den engelske kirke. I lighed med Svend Tveskæg forekom det sikkert Knud den Store mere naturligt, at den danske kirke var knyttet til den engelske frem for den tyske. Konflikten endte dog med, at Knud atter anerkendte Hamborg-Bremens overhøjhed i Danmark. Det skete formentlig, fordi den tyske kejser overdrog Knud et stykke land i Holsten.

### Dansk kirkeprovins
De danske kongers endelige indtræden i den kristne verden blev fuldbyrdet med oprettelsen af Ærkebispesædet i Lund og med saligkåringen af Knud den Hellige. Den førstnævnte begivenhed fandt sted under kong Niels regering. Vores viden om perioden fra Haralds dåb og frem til år 1100 er præget af, at der kun er bevaret få kilder, som kan belyse udviklingen. Vi må dog formode, at kristendommen langsomt sivede ned til den brede befolkning fra den kristne elite omkring kongen. Svend Estridsen sendte missionærer til både Sverige og Norge, men ikke til Danmark, hvilket tyder på, at landet ikke længere blev regnet som missionsmark.
I løbet af det 11. århundrede blev det mere og mere tydeligt, at paven ønskede at udstikke retningslinjerne også for de nordiske kirker. De havde hidtil, i lighed med den tyske, været fyrstens domæne. I 1027 foretog Knud en rejse til Rom, både for at mødes med paven og for at deltage i den tyske kejser Konrads kroning. Et andet sandsynligt og mere politisk formål med rejsen var at knytte hans rige tættere til paven. Det betød samtidig, at pavemagten begyndte at blande sig mere i nordiske forhold. Denne proces skete i nær sammenhæng med opbygningen af investiturstriden mellem kejser og pave.
Det fremgår ikke klart af nogen kilde, hvorvidt Knud forsøgte at etablere en selvstændig kirkeprovins i Norden. Det bliver først åbenbart under Svend Estridsens regering; han forsøgte uden held at arbejde for oprettelsen af et lokalt ærkebispesæde i Danmark. Disse planer havde mødt kraftig modstand fra Adalbert, biskoppen i Hamborg-Bremen, som det lykkedes at få paven til at bekræfte Hamborg-Bremens hidtidige status i forhold til de nordiske kirker og tilmed blive udnævnt til pavelig legat. Det gav ham eneret til at udnævne bisper i Norden og mindskede den engelske indflydelse. Svend Estridsen etablerede derpå en fast struktur med ni stifter i Danmark. Denne struktur kom til at gælde helt frem til reformationen. Forholdet mellem Svend og Adalbert blev siden hen atter køligt, og de danske bisper begyndte at undlade at rette sig efter ærkebispens anvisninger. Samtidig blev paven mere imødekommende over for Svends krav om et lokalt ærkebispesæde. Den første danske ærkebiskop blev dog først udnævnt af paven i 1103.
Et andet vigtigt skridt i etableringen af kristendommen som statsreligion i Danmark var anerkendelsen af den dræbte kong Knud som martyr og hans saligkåring. Denne kåring brugte hans bror, Erik Ejegod, til at legitimere kongemagten og styrke slægtens position som kongefamilie. Den politiske betydning er tydelig, da Knud aldrig havde været populær som konge og heller aldrig blev det som helgen. Han blev myrdet i Skt. Albani Kirke i Odense i 1086 af oprørske stormænd og bønder fra Vendsyssel og Thy, som var utilfredse med, at kongen havde opkrævet skat, som skulle betale for oprettelse af nye klostre. Med denne beslutning havde kongen tilmed ignoreret det traditionelle ting, hvor nye love og skatter hidtil var blevet besluttet. Denne tilsidesættelse af gamle og i virkeligheden hedenske traditioner kostede kongen og hans følge livet.
Danmark havde adskillige andre helgener, både dem, der var officielt kanoniserede, og dem der udelukkende blev dyrket lokalt. Flere af dem var knyttet til missionen. I Viborg havde de Skt. Kjeld, i Århus Skt. Niels, i Vestervig Sankt Thøger og i Ribe Skt. Leofdag. Andre var Ansgar, Vilhelm af Æbelholt og Knud Lavard. Kanoniseringen af Knud den Hellige i 1101 markerede et højdepunkt i omvendelsen af Danmark. Da hans relikvier blev flyttet til domkirken i Odense, gennemførte hele landet en tre dage lang faste. Den helgenkårede konge symboliserede på denne måde et samlet kristent kongerige.

## Højmiddelalder

### Overlevet hedenskab
Længe efter at Danmark formelt var blevet et kristent land, levede de gamle hedenske traditioner videre. Langt hovedparten af danskerne var bønder og levede i nær tilknytning til jorden og naturen, og de lagde ikke nødvendigvis deres forfædres traditioner fra sig. Det var sandsynligvis frygten for de konsekvenser, det kunne medføre, hvis man lagde sig ud med de lokale guddomme (landvætterne), der medførte, at mange hedenske frugtbarhedsritualer blev videreført længe efter. Kilderne til den almindelige landbefolknings religiøsitet er imidlertid så sparsomme, at det er yderst usikkert, hvor meget de kristne og hedenske trosforestillinger var blandet sammen.
I den tidlige del af perioden blev Kristus i vid udstrækning opfattet som én gud blandt mange, f.eks. dyrkede mange nydøbte den kristne gud uden helt at afvise de gamle guder. En sådan sammenblanding blev ellers inden for den kristne lære betragtet som værre end egentligt hedenskab, da det overskred grænsen mellem det gode og det onde, som ellers var det faste holdepunkt i den kristne verdensforståelse. At hedenskabet langtfra var udryddet i middelalderen, ses også i Saxos "Gesta danorum", hvor der kan spores en vis berøringsangst over for den før-kristne religion. Eksempelvis skildrer Saxo gerne vendernes hedenske traditioner, men omtaler kun yderst sjældent danskernes; selv i fortællinger, som foregår i fortiden. Grunden er, at den gamle endnu ikke helt var forsvundet fra hverken Danmark eller det øvrige Norden i 1220'erne, da han skrev sit historiske værk. Og det var i Absalons og Saxo interesse, at danerne blev beskrevet som et civiliseret og kristent folkeslag med en glorværdig forhistorie over for den øvrige lærde kristenhed uden hentydninger til samtidens hedenske Danmark.
Stormændene bibeholdt deres store religiøse ansvar efter religionsskiftet; i stedet for driften af de gamle helligsteder begyndte de nu at stå for opførelsen og driften af de nye kirker. Men hvor stormanden tidligere selv havde fungeret som kultleder, måtte han nu ansætte en præst, ofte af udenlandsk herkomst, som kultleder. Stormanden og hans familie sad under gudstjenesten på en forhøjning, et såkaldt pulpitur, mens resten af menigheden og præsten var placeret på gulvet. Således var der ingen tvivl var om, hvem der havde mest betydning. De store ligheder i kirkens og de hedenske helligsteders funktioner har fået kirkehistorikeren Martin Schwarz Lausten til at beskrive religionsskiftet på følgende måde: ”… i virkeligheden ikke… tale om en sand overgang til den nye religion af tro og overbevisning, men blot om et kultskifte. På samme måde blev kongetitlens store religiøse betydning videreført i den nye religion også i middelalderen.

### Opbygning og udbredelse af den kirkelige organisation
Den danske kirke fik en mere fast struktur i slutningen af det 11. århundrede. Samtidig blev magten flyttet mod øst. Allerede Harald Blåtand blev efter sigende begravet i Roskilde. Etableringen af et åndeligt, kulturelt og administrativt centrum på Sjælland var mulig som følge af store donationer fra kongefamilien til kirken. Eftersom de kirkelige institutioner var de eneste, der kunne levere den administrative ekspertise, som kongen ønskede, blev de religiøse institutioner knyttet tæt til kongemagten.

### Klostre i Danmark
De første klostersamfund blev grundlagt i anden halvdel af det 11. århundrede, f.eks. i Dalby i Skåne. De første var benediktinske, men allerede i begyndelsen af det 12. århundrede kom de første cisterciensere. I Odense etablerede engelske munke et kloster til Knudskulten i 1096.

### Kirken institutionaliseres
Indtil midten af det 12. århundrede var kristendommen hovedsageligt et aristokratisk anliggende, men nu var den langsomt nået ud til den brede befolkning. Hvor gårdmændene tidligere havde nægtet at betale tiende, så stod de nu bag deres biskop. Fra omkring år 1200 bliver den lille romanske kirke erstattet af den større gotiske, der også havde plads til almuen. Og efterhånden blev deltagelsen i kulten en forpligtelse for alle, også dem, man tidligere havde regnet som fortabte, det vil sige almindelige mennesker, som ikke var munke eller fyrster.
Den romerske pave fik gradvist mere indflydelse i den vestlige kristendom i løbet af den samme periode, som den kristne kirke etablerede sig i Norden. I højmiddelalderen blev paven efterhånden det ubestridte overhoved i hele den vestlige kristendom. Den udvikling skabte en langvarig konflikt mellem den mere selvbevidste pavelige institution, som søgte at etablere en universel og uafhængig kirke, over for de verdslige fyrster, der anså sig selv som overhoved for deres lokale kirke. Det førte til stridigheder om fyrsternes magt i kirken, som kulminerede i investiturstriden. Konflikten endte reelt først med pavens flytning til Avignon i 1303 og derved med en delvis sejr til fyrstens idé om en nationalkirke. Striden havde også udløbere til Norden; f.eks. striden mellem Sverre og Baglerne i Norge, mellem Valdemar 1. og ærkebiskop Eskil, mellem Christoffer 1. og Jakob Erlandsen og mellem Erik Menved og Jens Grand i Danmark. Men pave Gregor 7. behandlede stadig kirken i Danmark som meget skrøbelig og stillede derfor ikke de samme krav til den som f.eks. til den tyske.

### Nordiske korstog
I det 12. århundrede dannede kristendommen grundlag for korstog mod de endnu hedenske områder til de sydlige og østlige kyster af Østersøen. Skandinaver deltog også i de første korstog til Mellemøsten. Det var dog kun meget få, der nåede frem. De nordiske fyrster koncentrerede i det 13. og 14. århundrede deres kræfter om korstog i Østersøområdet. Det religiøse engagement i disse militære togter bevidnes af de mange cistercienserklostre, som blev grundlagt i de nyligt erobrede områder. Samtidig med at Danmark således begyndte at optræde som et missionscentrum, fik den pastorale kristendom, der lagde vægt på prædiken, stor indflydelse i Danmark. Den gjorde kristendommen til fælleseje, og derved blev religionsskiftet i Danmark fuldbragt.